# Ludovico Lombardo

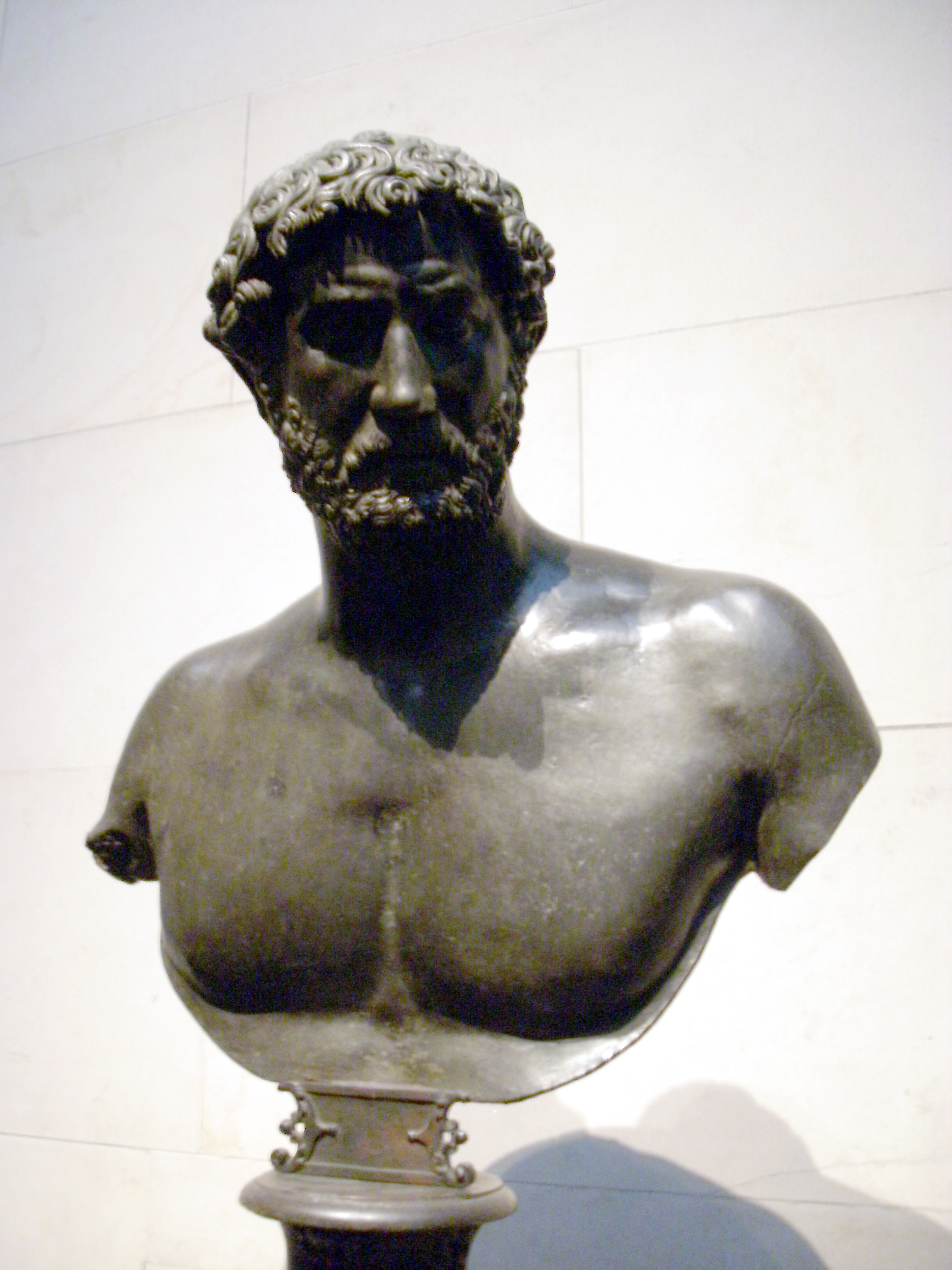
Hadrian, Bronze ca. 1550, National Gallery of Art

Ludovico Lombardo, auch bekannt als Ludovico da Ferrara oder Ludovico Solari (* 1507/1509 in Ferrara; † 1575 in Rom), war ein italienischer Bronzegießer.

## Leben
Ludovico wurde als Sohn von Antonio Lombardo in Ferrara geboren. Seine Brüder sind Girolamo und Aurelio.
Über seine Ausbildung und Karriere ist wenig bekannt. Er ist vor allem für seine Büsten berühmter Persönlichkeiten aus der Antike bekannt. Er war in Rom (1546), Loreto (1550) und Recanati tätig, wo er auch im Jahr 1566 das Bürgerrecht erhielt.